# Phreatia potamophila
Phreatia potamophila är en orkidéart som beskrevs av Rudolf Schlechter. Phreatia potamophila ingår i släktet Phreatia och familjen orkidéer. Inga underarter finns listade i Catalogue of Life.